# Ali Shehata
Ali Shehata (Egipto, 25 de abril de 1959) es un exfutbolista de Egipto que jugaba en la posición de lateral derecho.

## Carrera

### Club
Jugó toda su carrera con el Al-Mokawloon Al-Arab SC de 1981 a 1994, equipo con el que fue campeón nacional en 1983, campeón de copa en 1990 y dos veces ganador de la Recopa Africana de manera consecutiva en los años 1980.

### Selección nacional
Debutó con Egipto en 21 de enero de 1983 en la victoria por 1-0 sobre Hungría en un partido amistoso en El Cairo y su único gol con la selección nacional lo anotó el 31 de julio de 1984 en la victoria por 4-1 sobre Costa Rica en los Juegos Olímpicos de Los Ángeles 1984. Su retiro internacional fue el 6 de enero de 1988 en el empate 1-1 ante Corea del Sur en Doha por la Copa Afroasiática de Naciones. 
Jugó 51 partidos internacionales y anotó un gol; participó en dos ediciones de la Copa Africana de Naciones donde salió campeón en 1986 y seleccionado en el equipo ideal del torneo en 1984.

## Logros

### Club
- Primera División de Egipto (1): 1983
- Copa de Egipto (1): 1990
- Recopa Africana (2): 1983, 1983

### Selección nacional
- Copa Africana de Naciones (1): 1986

### Individual
- Equipo Ideal de la Copa Africana de Naciones 1984.